# Behaviorismus
Behaviorismus (z anglického behavior – chování) je přístup v psychologii vycházející z předpokladu, že chování lze vědecky zkoumat bez znalosti vnitřních duševních stavů organismu. Snaží se zkoumat proces adaptace živočicha na prostředí. Oproti funkcionalismu behaviorismus studuje chování objektivně – používá laboratorní výzkum chování. Přídavné jméno, které označuje pojmy vztahující se k behaviorismu, je „behaviorální“.

## Definice
Behaviorismus je myšlenkový směr, v jehož centru zájmu stojí chování, jeho pozorování a analýza. Psychologie je podle pojetí behaviorismu čistě objektivní, experimentální přírodní věda. Jejím cílem je předvídání a ovládání chování.
Zakladatelem behaviorální psychologie je J. B. Watson, kritizující introspekci (člověk který pozoruje sám sebe je subjektivní), oproti tomu se stavěl na stranu extrospekce. Ta říká, že vnější pozorování je objektivní, dá se tedy změřit. Prováděl pokusy na zvířatech i lidech a zkoumal jejich metody učení. Chování vysvětloval vzorcem
Podnět (Stimul) → Reakce (S→R)
popřípadě
Stimul → Černá skříňka (Black Box) → Reakce
V druhém případě přistupoval k organismu agnosticky – je to jakási černá skříňka a my nejsme schopni postihnout, co se v ní děje. Tento model byl dále rozšiřován dalšími behavioristy a neobehavioristy mezi něž patřil i E. L. Thorndike či B. F. Skinner. Za přispěvatele do těchto teorií lze považovat i ruskou školu I. P. Pavlova.
Díky tomuto předpokladu behavioristé odmítali zkoumat svobodnou vůli a považovali ji za pouhý epifenomén jiných přírodních a psychických procesů. Podle nich má být veškeré chování živočicha plně determinované (určené) vnějšími podněty a vnitřními (byť třeba nepoznatelnými) předpoklady, např. genetickými, ontogentickými a podobně. To vedlo například ke sloučení termínů smyslová žádostivost a racionální vůle do jednoho termínu motivace, kde se tyto složky nerozlišují a nestaví do opozice. Přestaly se používat starší termíny jako například entelechie – životní síla. Eliminovaly se z vědeckého hlediska nic neříkající termíny jako přirozenost (Když známe psa a kočku, pak můžeme říci: Proč štěká pes? Protože je to jeho přirozenost. Proč neštěká kočka? Protože to není její přirozenost. Kdybychom ale neznali hada, nemohli bychom z termínu přirozenost vysvětlit, zda bude štěkat či ne.). Behaviorismus se tak zasloužil o pročištění a zjednodušení psychologické terminologie na principu Ockhamovy břitvy – předpoklady nechť nejsou zmnožovány nad nezbytnou míru. Tento přístup stále umožňuje držet mimo vědeckou psychologii takové přístupy, jako jsou například Kahudovy mentiony.

## Názory předchůdců behaviorismu

### Hugo Münsterberg (1863-1916)
Byl nazýván „otec průmyslové psychologie“. Studoval možnosti aplikací behaviorálních věd ve výrobním prostředí a spojení laboratorní psychologie s empirickým výzkumem výkonnosti lidí.

### Vilfredo Pareto (1848 - 1923)
Tvrdil, že společnost je sociální systém s mnoha subsystémy a že sociální systémy mají tendenci usilovat o dosažení rovnováhy mezi rušivými vnějšími a vnitřními vlivy.

## Zákon přirozeného učení (E. L. Thorndike)
Nejčastěji byla pro tyto pokusy využívána hlavolamová skříňka (puzzle-box, 2, 1897) či labyrint, v němž mělo umístěné zvíře za úkol uvést do chodu příslušný mechanismus k tomu, aby se z něj dostalo ven, popř. získalo potravu, a byla tak navozena pozitivní reakce. Měřilo se, za jak dlouho toho živočich docílí při jednotlivých opakováních a kdy si činnost osvojí za zcela samozřejmou. Pro posílení negativní reakce byl využíván slabý elektrický proud či obdobný trest. Výzkumy byly prováděny i s ochucováním stravy, či později, při některých pokusech jiných autorů, i odebíráním jednotlivých částí mozku zkoumaným živočichům a opakování daných úkonů se zvyšujícím se postižením. Obvykle byly používány kočky, kuřata a krysy právě kvůli svému vývoji a dospívání.
Zvířata se nic nenaučila porozuměním, pouze nacházela spojitosti. Nic nevyvodila od dalších testovaných živočichů v téže místnosti, když došli k úspěchu nebo když jim Thorndike pomáhal. Dva po sobě jdoucí úkony v rámci hlavolamu si již polovina koček osvojit nedokázala, tři byly takřka nesplnitelné. Později se ukázalo, že různé druhy zvířat mají také rozdílné dispozice k jednotlivým činnostem a že jsou úkony, které si ani přes veškerou snahu nikdy neosvojí (např. aby holub začal mávat křídly).

## Zákon podmiňování (I. P. Pavlov)
Na tuto zákonitost se přišlo prakticky náhodou při dlouholetém výzkumu zažívacího ústrojí a procesu trávení zvířat, kdy si kolem roku 1900 ruský fyziolog Pavlov a jeho asistenti všimli tzv. fenoménu slinícího psa. Celá druhá část jeho kariéry pak byla zasvěcena právě studiu jevů nazvaných podmíněné reflexy. Nejčastěji se jednalo o stimulaci zrakových a sluchových vjemů např. pomocí blikání metronomu, promítání kruhu na zdi či zvuku sirény. Zvířata na podnět reagovala sliněním v očekávání potravy, opět docházelo k posilování a následnému vyhasínání mozkových reflexů. Do Spojených států se tato koncepce dostala až relativně pozdě, přesto byla řadou odborníků pozitivně přijata. Jednotlivé zákonitosti pak byly upřesněny a přepracovány.

## Symbolický interakcionismus (G. H. Mead)
Tato nová perspektiva George Herberta Meada (1863-1931), filosofa a sociálního psychologa, vychází z významu, který přiřazuje slovu a symbolu. Mead tvrdí, že díky jazyku jsme schopni si uvědomit sami sebe a vlastní individualitu, a zároveň na sebe nahlížet tak, jak nás vnímá naše okolí. Důsledkem této skutečnosti se naše já vytváří na základě interakcí s ostatními lidmi a je vnímáno jako sociální entita, nikoli jako „svébytný karteziánský subjekt“.
Druhou zásadní složkou jeho učení je pojetí symbolu v teorii komunikace. Symbol vzniká, splňuje-li gesto dvě podmínky. Původce gesta musí přijímat roli adresáta a zároveň musí gesto u obou vyprovokovat stejnou reakci. Symbol může být přenášený verbální i neverbální formou komunikace.
Pojem já Mead dále dělí na já objektové a já subjektové (me, resp. I). Právě se schopností rozlišit je přichází podle Meada i okamžik sebeuvědomění. Dokud je jedinec malým dítětem, je schopen hry (play), s uvědoměním si sebe sama a rozvíjením svého subjektivního já stává se schopným nahlížet na sebe zvnějšku a přijímat komplexní sociální role, tzv. hraní (game).

## Terapeutické a učební techniky
Behavioristické metody jsou účinné na určité poruchy, například fobie, obsese, poruchy příjmu potravy a podobně.

### Metoda mentálního stopu
Přistihne-li se člověk, že mu hlavou běží nežádoucí myšlenkový proud, tak jej má přerušit razantním pronešením: „STOP! Toto nechci dělat!“ Například řidič se v autě zlobí na jiného řidiče a přistihne sám sebe, že sní o tom, že by jej rád vytlačil ze silnice do svodidel. Tento nežádoucí proud představ by podle behavioristů měl přerušit právě technikou mentálního stopu.

### Metody kontroly stimulu
Řada technik vycházejících z převrácení vzorce S→R: není stimul, není reakce. Například lidé trpící nočním přejídáním mají na večer na lednici dát časový zámek, který ji odemkne až ráno. Není jídlo, není ani přejídání.

### Systematická desensibilizace
Jedná se o behaviorální techniku účinnou zejména u fobií či prokrastinace. Nejprve si člověk představuje strach nahánějící situaci v relaxované poloze. Například v posteli si představuje most či výtah, kterého se bojí. Když vyhasne podmiňovaná reakce na výtah v představách, přiblíží se k výtahu na dohled a jen si ho z dálky prohlíží tak dlouho, až opět vyhasne fobická reakce. Pak si sáhne na výtahové dveře a stojí u nich tak dlouho, až opět vyhasne reakce na ně. Takto se postupnými kroky postupuje, až je člověk schopen jezdit výtahem sám.

### Programové učebnice
Behaviorismus přišel též s programovými učebnicemi. To byly přesně strukturované učebnice, kde žák postupoval po krocích, které se na konci každého oddílu ověřily testem. Pokud test zjistil žákovu slabinu, tak jej odkázal na příslušnou stránku, kde si mohl mezeru ve znalostech doplnit. Takto je programově psaná například učebnice Dioda, transistor, tyristor názorně.